# Мохамед Амин Диди
Ал Амир Мохамед Амин Дошимена Килегефану (мальд. އަލްއަމީރު މުހައްމަދު އަމީން ދޮށިމޭނާ ކިލެގެފާނު ) (20 июля 1910 — 19 января 1954), более известный как Мохамед Амин Диди — первый президент Мальдив.

## Биография
Со стороны отца Мохамед Амин Диди был потомком правящей мальдивской династии Хура. В 1920 году он был отправлен на Цейлон, где учился в колледже Св. Иосифа. В 1928 году он отправился для дальнейшей учёбы в Алигархском мусульманском университете в Индию, а год спустя вернулся на Мальдивы. 
Мохамед Амин Диди был членом учредительного собрания, созванного в 1931 году султаном Мухаммедом Шамсуддином III для разработки первой письменной конституции страны; депутатом первого мальдивского парламента и лидером Народной прогрессивной партии (первой на островах). Он занимал различные государственные посты — был главой таможенной службы, министром почты, министром торговли, министром финансов (1942–1952), возглавлял министерство иностранных дел (1944–1953). В 1946—1953 годах параллельно занимал должность директора Школы Маджедхийя.
Он был назначен премьер-министром 1 января 1947 года и покинул этот пост 2 сентября 1953 года. Во время своего пребывания на посту премьер-министра он написал рекламный буклет под названием «Дамы и господа: Мальдивские острова», в котором иностранцам предоставлялась информация о жизни, культуре и экономике Мальдив. 
В 1943 году султан Хасан Нураддин II отрёкся от престола, однако избранный новым султаном Абдул Маджид отказался короноваться и предпочёл жить за границей, в результате чего страной стал править регентский совет во главе с сыном Абдул Маджида Хасаном Фаридом. В 1952 году Абдул Маджид и Хасан Фарид скончались, и парламент избрал Мохамеда Амина следующим в линии наследования трона, однако тот предпочёл перейти к республиканской форме правления и в 1953 году стал первым президентом Мальдив. 
Его политическая программа включала усилия по модернизации страны, включая улучшение положения женщин, развитие системы образование на Мальдивах, национализацию рыбной экспортной промышленности и непопулярный запрет на курение табака. Однако страна переживала не лучшие времена после Второй мировой войны из-за истощения ресурсов и массового голода.
Несколько месяцев спустя, пока Мохамед Амин находился на лечении на Цейлоне, он был свергнут, и по позвращении на родину был заключён в тюрьму на острове Дуниду. С помощью группы сторонников он попытался вернуться в Мале, но попытка реставрации не удалась, и он был сослан в Гаафару. Так как его здоровье ухудшалось, то он был переведён на остров Вихаманафуши, где и умер в 1954 году.